# Зверофабрика
«Зверофа́брика» (англ. Animal Factory) — фильм 2000 года, режиссёра Стив Бушеми с Уиллемом Дефо и Эдвардом Фёрлонгом в главных ролях; экранизация одноимённого романа 1977 года Эдварда Банкера.

## Сюжет
Молодого Рона Деккера (Эдвард Фёрлонг) осуждают за хранение марихуаны на сумму двести тысяч долларов. Деккер попадает в тюрьму, где знакомится с авторитетом Эрлом Коупеном (Уиллем Дефо). Эрл достаёт для Деккера билеты на вечерний концерт в тюрьме.
Деккер сидит в одной камере с трансвеститом Яном «Актрисой» (Микки Рурк), который помогает ему разобраться в непростых законах жизни в тюрьме и поддерживает его психологически. Ян также рассказывает Деккеру некоторые факты из жизни Эрла Коупена.
Эрл управляет многим из того, что происходит в тюрьме. Когда его друзья хотят достать наркотики, он договаривается с охранниками, и итальянского преступника из одиночной камеры выпускают в общий двор. Там его избивают друзья Эрла и требуют поделиться с ними дурью. Эрл помогает охранникам в составлении отчетов, в частности, именно он печатает отчёт о нападении на итальянца.
Пуэрториканцы пытаются заманить Деккера в свой блок, чтобы там изнасиловать. Ян советует Деккеру достать оружие, но Эрл договаривается с пуэрториканцами и они оставляют Деккера в покое.
Друзья Эрла распивают самодельный алкогольный напиток в раздевалке, но кто-то доносит об этом охранникам. Деккер пытается предупредить их, но не успевает. Эрл помогает Деккеру выпутаться из сложившейся ситуации. Деккера обвиняют в том, что он стоял «на стрёме», но признают невиновным. Охранники также внушают ему, что никто безвозмездно в тюрьме не помогает. Деккер начинает думать, что движет Эрлом, почему он ему помогает, но Эрл шутками и тёплым отношением разрушает его подозрения.
Эрл и Деккер несколько раз в течение фильма обсуждают многие вопросы жизни в тюрьме и их совместных действий, играя в игру наподобие гандбола.
Во многих сценах фильма демонстрируется тюремная жизнь. Преступники убивают друг друга, у них возникают конфликты на основании расовой ненависти, происходят забастовки, торговля наркотиками, попытки изнасилования и т. д.
Эрл договаривается с охранниками, и Деккера переводят к нему к камеру. Он также помогает Деккеру устроиться на работу тюремным парикмахером. Эрл также изучает дело Деккера и советует ему на основании недавно вышедшего закона настоять на пересмотре дела.
Заключённый Бак Роуэн (Том Арнольд) нападает на Деккера в туалете и пытается его изнасиловать, но появляется тюремный учитель, и Бак уходит. Деккер в гневе достает нож и, несмотря на уговоры Эрла, нападает на Бака. Эрл помогает ему. В результате удара ножом Бак оказывается парализованным, его отправляют в госпиталь. Бак подписывает заявление, в котором говорится, что в случившемся виноваты Эрл и Деккер. Эрла сажают в карцер. Там он, переговариваясь через унитаз, договаривается, чтобы Бака убили. Затем Эрл симулирует нервный срыв. Друзья Эрла делают Баку инъекцию чистящего средства в вену. Благодаря его смерти с Эрла и Деккера снимают обвинения.
На судебном процессе по пересмотру дела Деккера судья выносит отрицательный вердикт, и Деккер понимает, что ему придется сидеть ещё не менее пяти лет.
После неудачи в суде Эрл и Деккер решают бежать из тюрьмы. Они планируют забраться в мусоровоз и заблокировать его пресс стальными распорками изнутри. Отец Деккера готов устроить их работать в Коста-Рику, если им удастся сбежать. В решающий момент Эрлу не удается запрыгнуть в мусоровоз, потому что рядом оказывается охранник. Деккер сбегает один, а Эрл остается в тюрьме. Он говорит «Лучше править в аду, чем прислуживать в раю».

## В ролях
| Актёр          | Роль            |
| -------------- | --------------- |
| Уиллем Дефо    | Эрл Коупен      |
| Эдвард Фёрлонг | Рон Деккер      |
| Дэнни Трехо    | Вито            |
| Джон Хёрд      | Джеймс Деккер   |
| Сеймур Кэссел  | лейтенант Симан |
| Микки Рурк     | Ян «Актриса»    |
| Стив Бушеми    | Хосспак         |
| Том Арнольд    | Бак Роуэн       |
| Эдвард Банкер  | Баззард         |
| Марк Уэббер    | Тэнк            |
| Энони          | эпизод          |